# 朴龍來
朴 龍來 （パク・ヨンネ、박용래、1925年 - 1980年）は韓国の詩人。忠清南道論山（ノンサン）出身。本貫は密陽朴氏。

## 略歴
1925年、日本統治下の忠清南道論山で生まれる。1943年に江景商業学校を卒業し、同年に朝鮮銀行入行。光復後に銀行員を辞め、1946年、日本から帰国した金素雲を訪れて文学を学んだ。その後、文人たちと冬柏詩人会を組織して「冬柏」を刊行しながら、詩を発表しはじめた。
彼の作品世界は、田園的でのどやかな叙情世界を深化、拡大させたのが特徴である。無駄を省いた言語で、圧縮した妙味を見せている。「夕方、降る雪」は、このような特徴がよく現れた作品であり彼の代表作である。
朴龍來は、文壇生活25年の間に残した作品は100篇という、寡作の詩人である。歴史の激動や時流などに関係なく自分だけの世界と叙情の世界にこだわった。登壇以来、幼い頃の回想、韓国の農村の詩情、切ない情と恨（ハン）などを、詩として表現した。社会現実から離れた、韓国的な情と恨(ハン）の世界に対する偏愛、感傷的であり現実逃避であった反面、現実社会から消えつつある土着文化と伝統に命を吹き込んだという賛辞も受けている。

## 受賞歴
- 1961年、忠清南道文化賞
- 1969年、現代詩学社の作品賞
- 1980年、韓国文学社の韓国文学作家賞

## 主な作品
- 1969年、「싸락눈」(あられ)[3]
- 1975年、「강아지 풀」(エノコログサ)
- 1979年、「백발의 꽃대궁」(白髮の花軸)